# Cosmophorus capeki
Cosmophorus capeki är en stekelart som beskrevs av Loan och Matthews 1973. Cosmophorus capeki ingår i släktet Cosmophorus och familjen bracksteklar. Inga underarter finns listade i Catalogue of Life.